# محوطه شماره ۸ شمس‌آباد
محوطه شماره ۸ شمس‌آباد مربوط به هزاره سوم قبل از میلاد است و در شهرستان ایرانشهر، بخش بمپور، دهستان بمپورغربی، ۱/۶ کیلومتری شمال شرقی روستای شمس‌آباد واقع شده و این اثر در تاریخ ۲۷ اسفند ۱۳۸۶ با شمارهٔ ثبت ۲۲۶۳۸ به‌عنوان یکی از آثار ملی ایران به ثبت رسیده است.